# Гендерна дисфорія
Ге́ндерна дисфорі́я, ґе́ндерна дисфорі́я (від англ. gender — рід та грец. δυσφορέω — страждати, мучитись, тобто дослівно — гендерні страждання) — це дистрес, який людина відчуває через невідповідність між її гендерною ідентичністю — її особистим відчуттям власної статі — та її статтю, отриманою при народженні. Діагностичний термін розладу гендерної ідентичності англ. gender identity disorder (GID) використовувався до 2013 року з випуском DSM-5. Цей стан було перейменовано, щоб усунути стигму, пов'язану з терміном розлад.
Люди з гендерною дисфорією зазвичай ідентифікуються як трансгендерні люди. Гендерна варіативність — це не те саме, що гендерна дисфорія, оскільки гендерна варіативність є психічним розладом іншого характеру., і не завжди призводить до дисфорії або дистресу. За даними Американської психіатричної асоціації, критичним елементом гендерної дисфорії є «клінічно значущий дистрес».
Причини гендерної дисфорії невідомі, але гендерна ідентичність, ймовірно, відображає генетичні та біологічні, екологічні та культурні фактори. Лікування гендерної дисфорії може включати підтримку гендерного самовираження особи. Лікування також може включати консультування або психотерапію.
Деякі дослідники та трансгендерні люди підтримують розсекречення стану, оскільки вони кажуть, що діагноз патологізує гендерну різноманітність та підсилює бінарну модель статі.
У проєкті МКХ-11, весь блок F64 «Розлади статевої ідентифікації» замінений на «Gender incongruence» (гендерна невідповідність). Також в проєкті МКХ-11 гендерна дисфорія перенесена з «психічних розладів і розладів поведінки» в «сексологію» «Conditions related to sexual health». Робоча група, відповідальна за те, що рекомендується зберігати такий діагноз у МКХ-11, щоб зберегти доступ до медичних послуг.